# OBG (Nijmegen)
Het vroegere Oud Burgeren Gasthuis  van Nijmegen, tegenwoordig officieel het [Dienstencentrum] OBG, is een woonzorg- en dienstencentrum dat zich voornamelijk richt op het verlenen van thuiszorg en  hulp aan particulieren bij de huishouding. 
Als gasthuis bestaat de instantie de facto al sinds 1592. In 2012 is de naam officieel gewijzigd in Dienstencentrum OBG.
De huidige locatie is aan de Professor Cornelissenstraat 2 in Galgenveld, Nijmegen-Oost. Het oorspronkelijke Oud Burgeren Gasthuis stond eeuwenlang midden in het stadscentrum, aan de Molenstraat.

## Geschiedenis

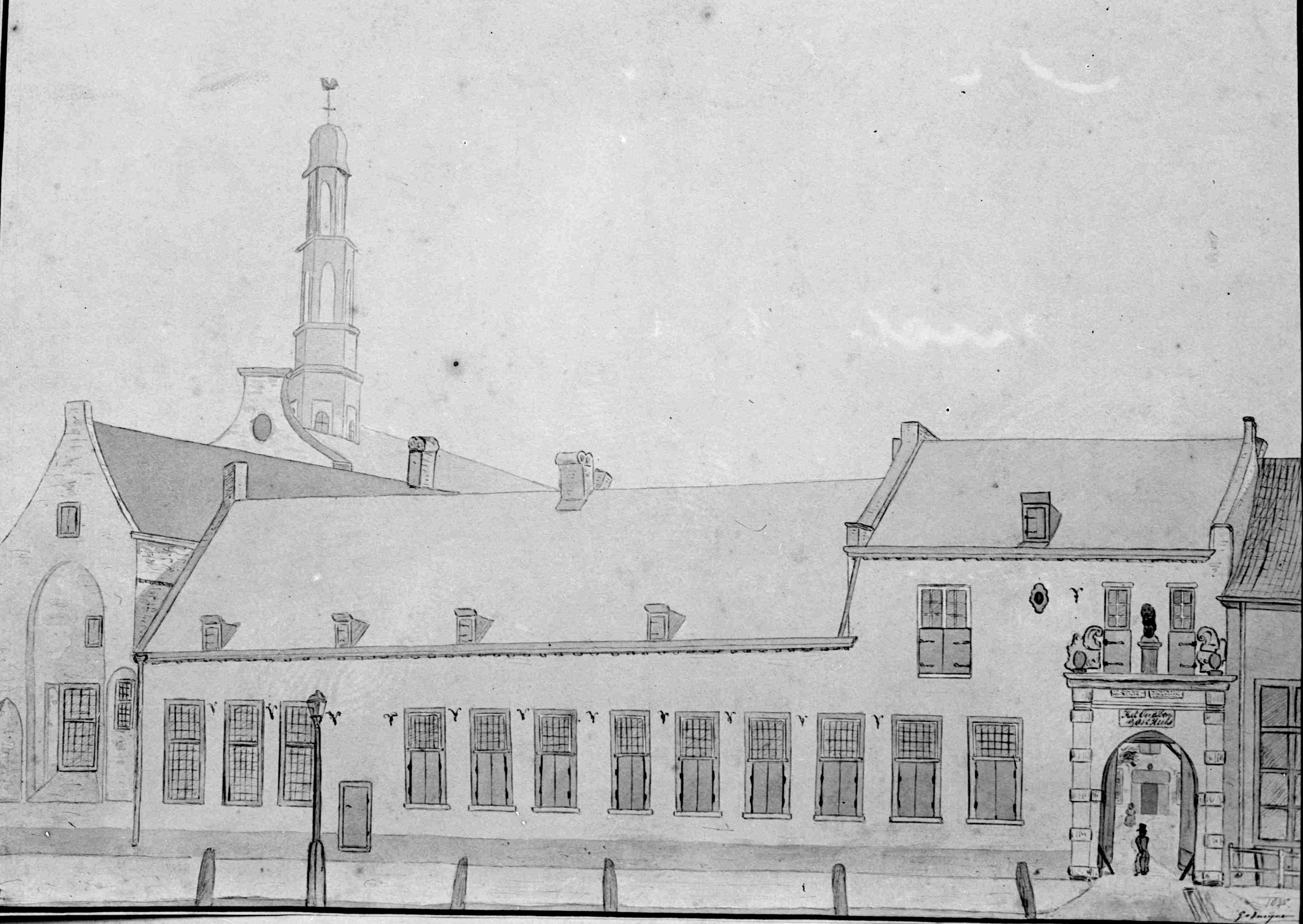
Aquarel van het Oud Burgeren Gasthuis (naast de toenmalige kerk) uit 1870

Het Oud Burgeren Gasthuis kwam in mei 1592 voort uit een fusie tussen het Sint-Nicolaas Gasthuis aan de Grotestraat en het Sint-Jacobs Gasthuis aan de Hezelstraat. Ook de archieven van beide eerdere gasthuizen werden samengevoegd. Deze reorganisatie in de armenzorg gebeurde een jaar nadat de stad bij het beleg van Nijmegen in protestantse handen was gekomen. 
De naam Oud Burgeren Gasthuis is in ieder geval bekend sinds 1645, het jaartal dat op de bewaard gebleven vroegere toegangspoort wordt vermeld. Deze poort hangt tegenwoordig voor het gebouw aan de Professor Cornelissenstraat. Het is een Rijksmonument met nummer 31198.
Het gasthuis was gevestigd aan de Molenstraat 41, en zou daar nog eeuwenlang blijven. Aan de achterzijde grensde het pand aan de Tweede Walstraat. Voorheen was hier het Sint-Catharina- of Regulierenklooster gevestigd. Nog eerder, in de periode 1392-1402, was er in datzelfde pand ook al het "het nieuwe gasthuis buiten Nijmegen voor de Windmolenpoort" gevestigd. Hierdoor is soms abusievelijk gedacht dat het Oud Burgeren Gasthuis voortkwam uit de fusie van drie gasthuizen.
Het gasthuis bood vooral hulp en ondersteuning aan armen, ouderen en hulpbehoevende alleenstaanden. Voorwaarde was dat ze het Nijmeegs burgerrecht hadden. Er waren aparte afdelingen voor mannen en vrouwen. Vanaf 1678 rouleerde de functie van boekhouder elk jaar.
In 1811 (na de inlijving van het Koninkrijk Holland door Frankrijk) werd met een wetswijziging de Administratieve Commissie der Godshuizen opgericht. Het Oud Burgeren Gasthuis werd als gevolg daarvan samengevoegd met alle godshuizen en verloor aldus zijn zelfstandigheid. Deze wijziging werd drie jaar later echter alweer ongedaan gemaakt. 
In de periode 1846-1848 is (onder leiding van Pieter van der Kemp) het oorspronkelijke gebouw vervangen. De locatie aan de Molenstraat wijzigde toen niet.
Tijdens de Tweede Wereldoorlog deed het gasthuis dienst als noodhospitaal. Het werd ook als schuilplek gebruikt.
In 1967 is het Oud Burgeren Gasthuis uiteindelijk verhuisd naar de Professor Cornelissenstraat, waarna het pand aan de Molenstraat is afgebroken. Sinds begin jaren 70 van de 20e eeuw ligt hier de Passage Molenpoort.

## Galerij

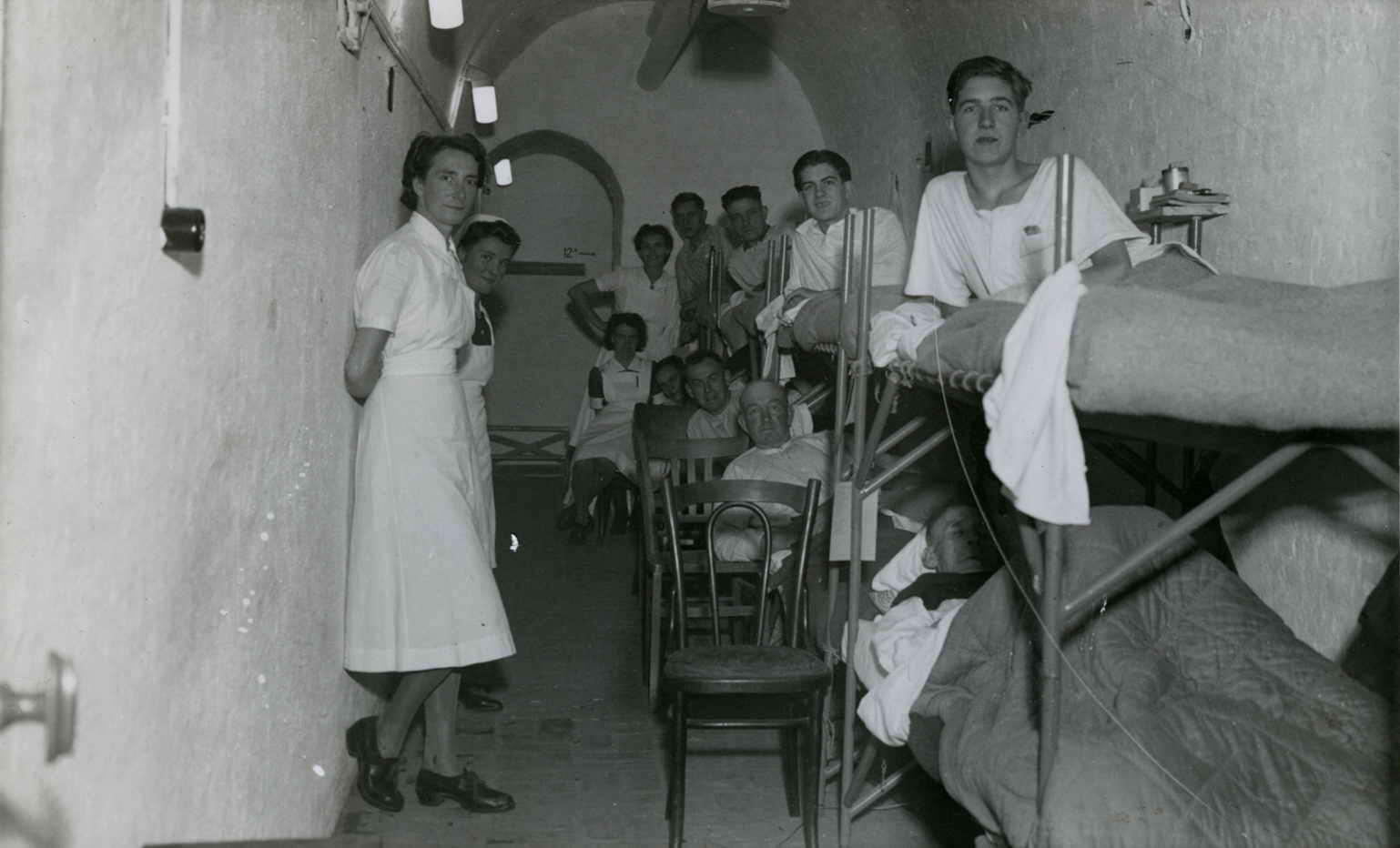
Een geïmproviseerde ziekenzaal in de schuilkelder van het gasthuis, in 1944
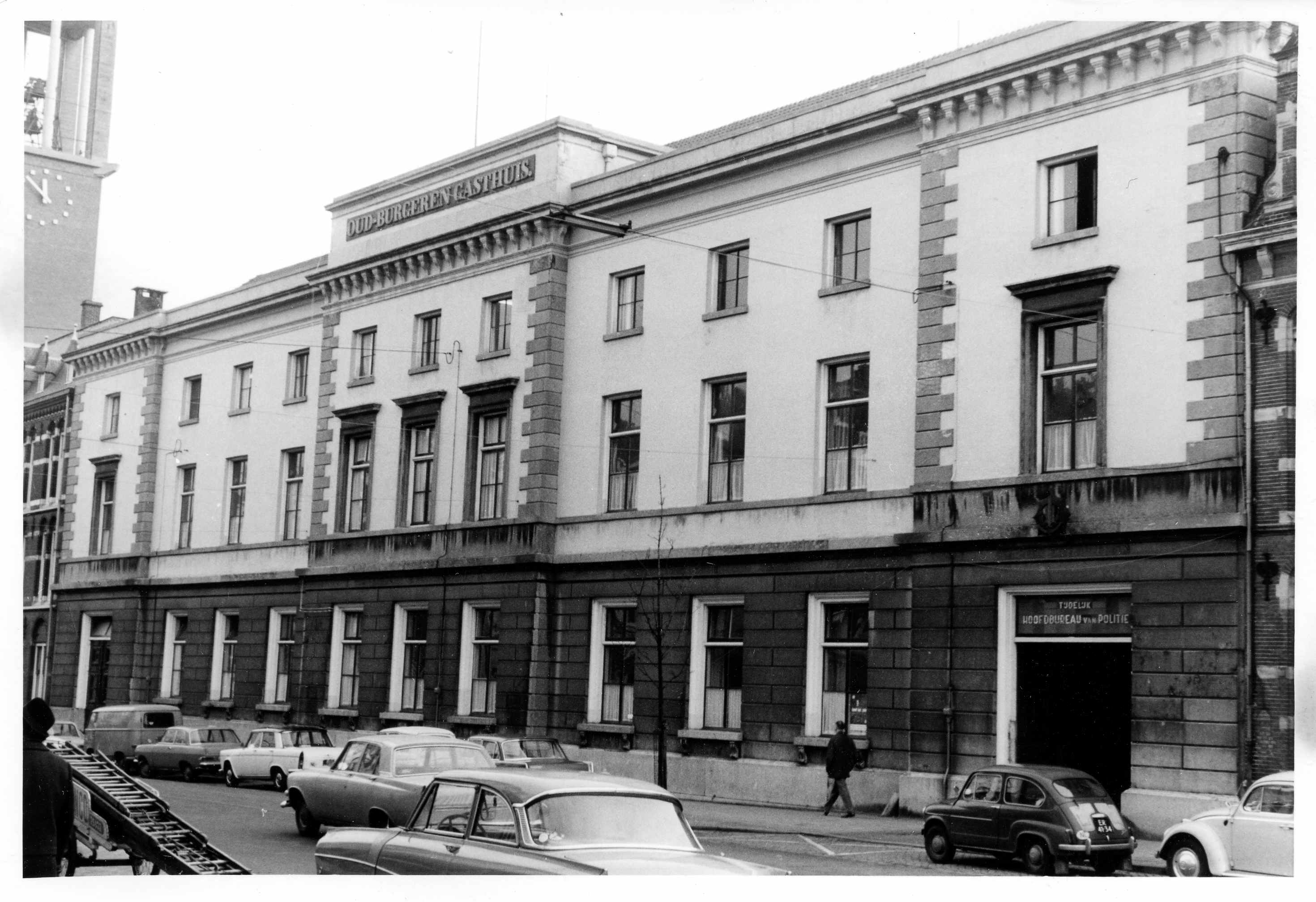
Het pand aan de Molenstraat, kort voor de sloop
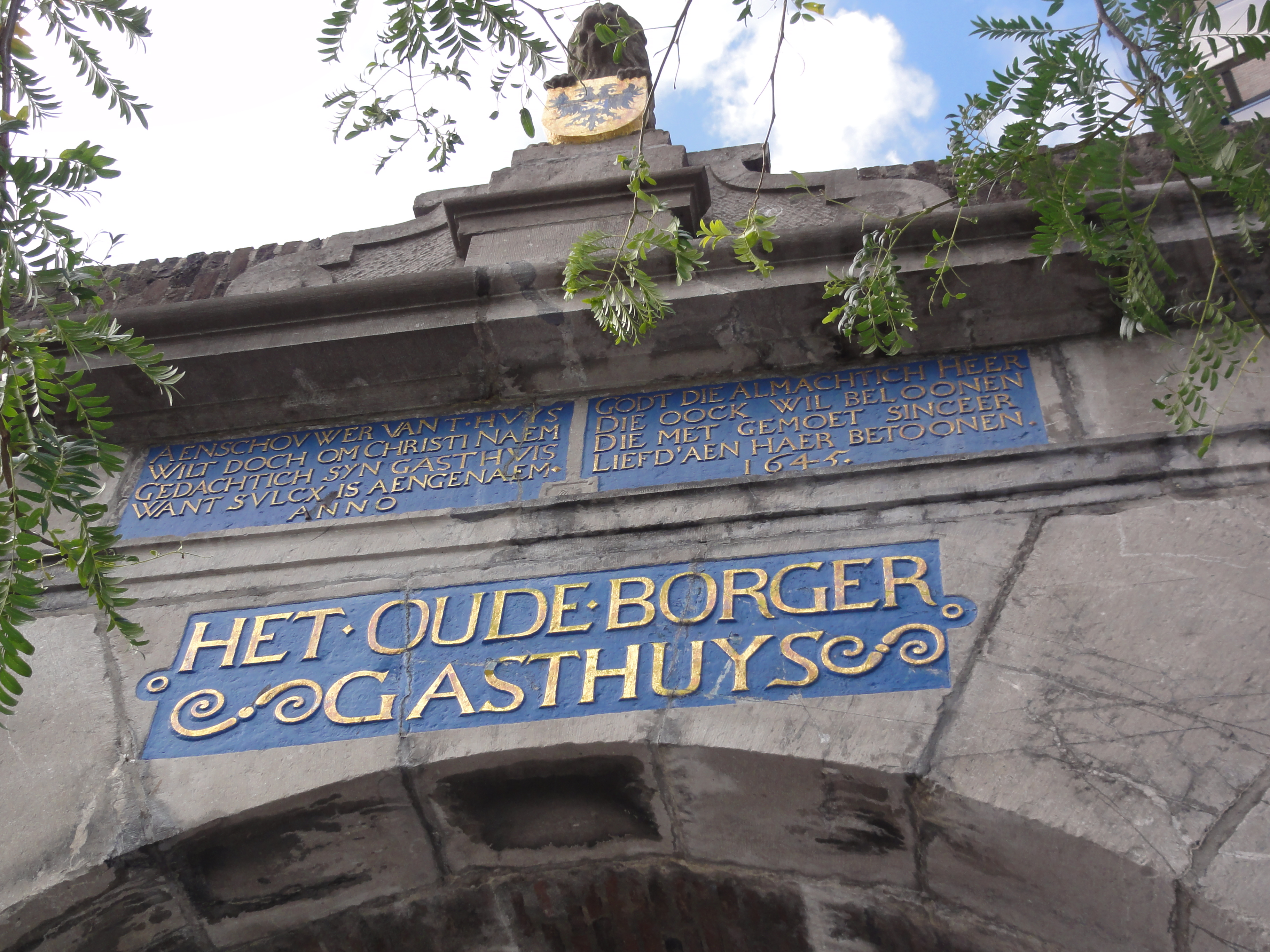
De poort van het vroegere Oud Burgeren Gasthuis
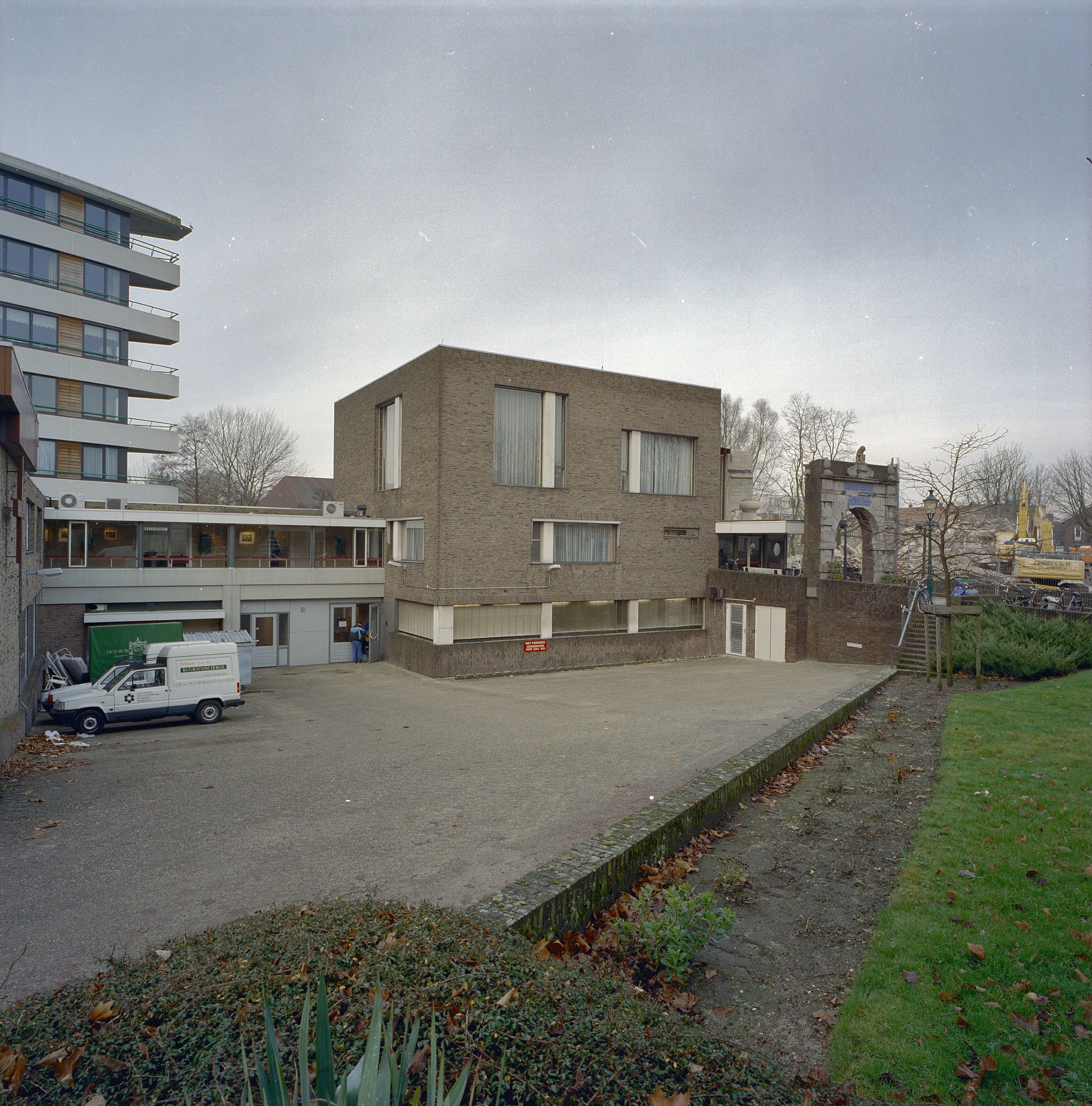
Het pand aan de Professor Cornelissenstraat, in 2000